# USS John W. Weeks (DD-701)
USS John W. Weeks (DD-701) là một tàu khu trục lớp Allen M. Sumner được Hải quân Hoa Kỳ chế tạo trong Chiến tranh Thế giới thứ hai. Nó là chiếc tàu chiến duy nhất của Hải quân Mỹ được đặt theo tên Chuẩn đô đốc John Wingate Weeks (1860-1926), từng là Nghị sĩ Quốc hội và là Bộ trưởng Chiến tranh. Nó đã hoạt động cho đến hết Thế Chiến II, và tiếp tục phục vụ sau đó trong Chiến tranh Việt Nam cho đến khi ngừng hoạt động và bị đánh chìm như mục tiêu năm 1970. Nó được tặng thưởng bốn Ngôi sao Chiến trận do thành tích phục vụ trong Thế Chiến II.

## Thiết kế và chế tạo
Allen M. Sumner được đặt lườn tại xưởng tàu của hãng Federal Shipbuilding and Drydock Company ở Kearny, New Jersey vào ngày 17 tháng 1 năm 1944. Nó được hạ thủy vào ngày 21 tháng 5 năm 1944; được đỡ đầu bởi bà John W. Davidge, con gái Bộ trưởng Weeks, và nhập biên chế vào ngày 21 tháng 7 năm 1944 dưới quyền chỉ huy của Trung tá Hải quân Robert A. Theobald. Jr.

## Lịch sử hoạt động

### 1944
Sau khi hoàn tất chạy thử máy tại khu vực phụ cận Bermuda và thử nghiệm trên đường đi Argentia, Newfoundland, John W. Weeks khởi hành từ New York vào ngày 10 tháng 11 năm 1944 để hộ tống các thiết giáp hạm Missouri (BB-63), Texas (BB-35), Arkansas (BB-33) cùng các tàu sân bay hộ tống Shamrock Bay (CVE-84) và Wake Island (CVE-65) đi sang Mặt trận Thái Bình Dương. Nó băng qua kênh đào Panama và ghé qua San Francisco, Trân Châu Cảng và Eniwetok trước khi gia nhập Đệ Tam hạm đội tại Ulithi vào ngày 27 tháng 12.

### 1945
Vào đầu tháng 1, 1945, John W. Weeks, nằm trong thành phần Đội đặc nhiệm 38.2 dưới quyền Chuẩn đô đốc Gerald F. Bogan, khởi hành từ Ulithi cùng Lực lượng Đặc nhiệm 38 dưới quyền Phó đô đốc John S. McCain, Sr. để hướng đến Philippines. Trong lúc này, một lực lượng đổ bộ hùng hậu được tập trung tại vịnh Leyte và đi qua eo biển Surigao hướng đến vịnh Lingayen. Khi binh lính dưới quyền Đại tướng Douglas MacArthur đổ bộ lên bờ vào ngày 9 tháng 1, máy bay từ tàu sân bay của McCain đã tấn công các sân bay tại Đài Loan nhằm vô hiệu hóa không lực Nhật Bản trên đảo này, không cho đối phương can thiệp vào trận chiến tại Luzon.
Đêm hôm đó, lực lượng đặc nhiệm vượt eo biển Bashi để tiến vào Biển Đông, nơi họ sẵn sàng để hỗ trợ cho cuộc đổ bộ khi cần thiết, đồng thời không kích các căn cứ dọc bờ biển Đông Dương thuộc Pháp cũng như truy lùng những tàu chiến còn lại của Hải quân Nhật Bản. Trong mười ngày tiếp theo, các cuộc ném bom và càn quét tại Đông Dương, Hong Kong, Hải Nam và dọc bờ biển phía Nam Trung Quốc đã đánh chìm 44 tàu bè đối phương, với tổng tải trọng 132.700 tấn. Báo cáo tác chiến của Đô đốc William Halsey cho rằng: “Vành đai phòng ngự ngoại vi của Đế Quốc Nhật Bản đã loại trừ Miến Điện và Đông Ấn, vốn đã trở thành những cứ điểm bị cô lập, và sản phẩm của chúng không còn được sử dụng cho bộ máy chiến tranh Nhật Bản”.
John W. Weeks cùng các tàu sân bay nó hộ tống quay trở về Ulithi vào ngày 28 tháng 1, được nghỉ ngơi, sửa chữa và tiếp liệu cho đến ngày 11 tháng 2, khi họ lên đường cho đợt không kích xuống các sân bay tại khu vực phụ cận Tokyo vào các ngày 16 và 17 tháng 2, một hoạt động nhằm vô hiệu hóa không quân đối phương để chuẩn bị cho cuộc đổ bộ tiếp theo lên Iwo Jima. Đây là cuộc không kích đầu tiên bằng lực lượng tàu sân bay kể từ cuộc Không kích Doolittle huyền thoại vào năm 1942. Sau khi gây tổn thất đáng kể cho không lực Nhật Bản, chiếc tàu khu trục cùng lực lượng đặc nhiệm hướng xuống phía Nam, trực tiếp hỗ trợ cho binh lính Thủy quân Lục chiến trong hoạt động đổ bộ. Sau đó các tàu sân bay quay trở lại tiếp tục không kích lên chính quốc Nhật Bản trong tháng 3, nơi chiếc tàu khu trục được ghi công đã trợ giúp vào việc bắn rơi hai trong một tốp năm máy bay đối phương đã tấn công đội đặc nhiệm.
Trong cuộc đổ bộ tiếp theo lên Okinawa, John W. Weeks đã tham gia cùng các tàu chiến khác trong hoạt động bắn phá chuẩn bị. Vào đúng ngày D 1 tháng 4, khi cuộc đổ bộ tiến hành, nó đã có mặt ngoài khơi để trực tiếp hỗ trợ. Khi lực lượng tàu nổi của Hải quân Nhật xuất phát từ căn cứ ở chính quốc để can thiệp vào ngày 7 tháng 4, được biết đến như Chiến dịch Ten-Go, đợt không kích từ tàu sân bay thuộc lực lượng đặc nhiệm đã đánh chìm thiết giáp hạm Yamato, tàu tuần dương hạng nhẹ Yahagi cùng bốn trong số tám tàu khu trục hộ tống. Khi tàu sân bay Hancock (CV-19) bị máy bay tấn công cảm tử Kamikaze đánh trúng và bị hư hại, chiếc tàu khu trục đã nỗ lực trợ giúp trong việc kiểm soát hư hỏng và cứu vớt 23 người dưới nước.
Trong thời gian còn lại của cuộc chiến tranh, John W. Weeks tham gia cuộc tấn công sau cùng lên chính quốc Nhật Bản, đảm nhiệm vai trò cột mốc radar canh phòng, bắn phá bờ biển, giải cứu và càn quét tàu bè đối phương ngoài khơi vịnh Tokyo. Sau khi Nhật Bản đầu hàng, nó tiến vào vịnh Tokyo vào ngày 8 tháng 9, hoạt động hộ tống cùng lực lượng chiếm đóng. Nó làm nhiệm vụ này cho đến ngày 30 tháng 12, khi nó lên đường quay trở về nhà, về đến San Francisco vào ngày 20 tháng 1, 1946. Chiếc tàu khu trục tiếp tục đi sang vùng bờ Đông Hoa Kỳ, đi đến Norfolk, Virginia vào ngày 19 tháng 2, và sau khi được sửa chữa nó được rút khỏi thành phần hiện dịch vào ngày 26 tháng 4.
Một năm sau, vào ngày 17 tháng 5, 1947, John W. Weeks hoạt động trở lại, và tiến hành những chuyến đi huấn luyện cho Hải quân Dự bị Hoa Kỳ cho đến giữa năm 1949. Vào ngày 6 tháng 9, nó thực hiện một chuyến đi sang Châu Âu, rồi quay trở về vào ngày 8 tháng 2, 1950. Con tàu được cho xuất biên chế vào ngày 31 tháng 5, 1950, nhưng tình trạng này không kéo dài lâu.

### Thập niên 1950
Sự kiện Chiến tranh Triều Tiên bùng nổ đã khiến Hải quân Hoa Kỳ phải huy động toàn bộ lực lượng tàu khu trục đang hiện dịch. Vì vậy John W. Weeks được cho nhập biên chế trở lại vào ngày 24 tháng 10, 1950, tiến hành các chuyến đi huấn luyện tại Đại Tây Dương và vùng biển Caribe. Trong chuyến đi sang Châu Âu vào tháng 1, 1952, nó tham gia tìm kiếm và cứu nạn chiếc SS Flying Enterprise bị đắm trong một cơn cuồng phong tại Đại Tây Dương vào ngày 10 tháng 1, 1952. Nó quay trở về Norfolk vào ngày 6 tháng 2, tiếp tục những hoạt động ven biển và một chuyến đi huấn luyện học viên sĩ quan sang Châu Âu.
John W. Weeks lên đường vào ngày 3 tháng 11, 1953 cho một chuyến đi vòng quanh thế giới, băng qua kênh đào Panama để đi sang Thái Bình Dương. Tại Viễn Đông, nó hoạt động cùng những đơn vị thuộc Đệ Thất hạm đội ngoài khơi bờ biển bán đảo Triều Tiên. Con tàu quay trở về nhà qua ngã Địa Trung Hải, và về đến Norfolk vào ngày 4 tháng 6, 1954. Từ năm 1954 đến năm 1963, nó hoạt động cùng Hạm đội Đại Tây Dương, và trong giai đoạn này đã được biệt phái năm lượt phục vụ tại Địa Trung Hải cùng hai cuộc tập trận cùng các tàu chiến khác thuộc Khối NATO.
John W. Weeks đã hoạt động cùng Đệ Lục hạm đội tại Địa Trung Hải vào năm 1956, vào lúc xảy ra vụ Khủng hoảng kênh đào Suez, khi việc quốc hữu hóa kênh đào đã đưa đến sự xung đột giữa Ai Cập với Anh, Pháp và Israel. Vào năm 1959, nó tham gia thành phần Lực lượng Đặc nhiệm 47 đi dọc theo sông Saint Lawrence tham dự lễ khánh thành tuyến đường thủy St. Lawrence nối liền Đại Tây Dương với Ngũ Đại Hồ, nghi lễ do Tổng thống Dwight D. Eisenhower và Nữ hoàng Elizabeth II của Anh đồng chủ trì. Trong dịp này nó là chiếc tàu khu trục Hoa Kỳ đầu tiên tiến vào cả năm hồ của Ngũ Đại Hồ, và đã hộ tống chiếc thuyền buồm hoàng gia HMY Britannia đưa Nữ hoàng Elizabeth II đi từ Chicago đến Sault Ste. Marie.

### Thập niên 1960
Vào ngày 9 tháng 3, 1960, John W. Weeks đã cùng tàu khu trục chị em Ault (DD-698), băng qua eo biển Bosporus; trở thành những tàu chiến Hoa Kỳ đầu tiên tiến vào Hắc Hải kể từ năm 1945. Cũng trong chuyến đi này, nó gặp gỡ Triton khi chiếc tàu ngầm chạy năng lượng nguyên tử này hoàn tất chuyến đi vòng quanh thế giới. Sau khi quay trở về Norfolk, nó thực hiện một chuyến đi huấn luyện học viên sĩ quan đến vùng biển Caribe và dọc theo bờ biển New England. Đến mùa Thu, nó lại thực hiện một chuyến đi khác sang Địa Trung Hải, quay trở về Norfolk vào ngày 3 tháng 3, 1962; và tiếp nối sau đó là hoạt động huấn luyện thực hành cho học viên sĩ quan từ Norfolk.
Sự kiện Liên Xô bố trí tên lửa đạn đạo tại Cuba đã đưa đến cuộc Khủng hoảng tên lửa Cuba vào tháng 10, 1956, nghiêm trọng đến mức suýt xảy ra chiến tranh. Để đối phó, tổng thống John F. Kennedy ra lệnh phong tỏa hòn đảo; và John W. Weeks đã góp phần trong chiến dịch này khi hộ tống các tàu tiếp liệu đi đến khu vực bị cách ly. Khi cuộc khủng hoảng được giải quyết bằng các thỏa thuận giải giáp vũ khí song phương, con tàu quay trở về Norfolk ngang qua San Juan, Puerto Rico.
Vào đầu năm 1963, John W. Weeks chuẩn bị cho một lượt hoạt động khác tại Địa Trung Hải, kéo dài từ tháng 2 đến tháng 4. Nó lại lên đường hướng sang Địa Trung Hải vào ngày 29 tháng 11. Cuối năm đó, con tàu tuần tra tại khu vực đảo Cyprus, vốn đang chịu đựng sự bất ổn do mâu thuẫn xu hướng chính trị và sắc tộc giữa các cộng đồng dân cư gốc Hy Lạp với gốc Thổ Nhĩ Kỳ; nó sẵn sàng để giúp đỡ vào viện di tản công dân Hoa Kỳ khỏi hòn đảo này khi cần thiết. Sang đầu năm 1964, chiếc tàu khu trục băng qua kênh đào Suez và Hồng Hải để gia nhập lực lượng Trung Đông. Nó đã viếng thăm Jidda, Saudi Arabia; Berbera; Aden; Djibouti, Somali; Massawa, Eritrea; và Karachi, Pakistan. Con tàu rời cảng Karachi vào ngày 6 tháng 2, tiếp nhiên liệu tại Aden trước khi chuyển hướng xuống Nam, tuần tra dọc theo bờ biển Zanzibar vào lúc xảy ra cuộc cách mạng tại đây, rồi ngoài khơi Kenya và Tanganyika do có sự bất ổn tại các nước này. Nó rời cảng Mombasa, Kenya vào ngày 24 tháng 2, và băng qua kênh đào Suez vào ngày 6 tháng 3. Sau những chuyến tuần tra tại Địa Trung Hải, nó rời vịnh Pollenca, Majorca vào ngày 12 tháng 5 để quay trở về nhà, về đến Norfolk vào ngày 23 tháng 5.
Sau khi được đại tu tại Xưởng hải quân Norfolk, John W. Weeks khởi hành từ Hampton Roads vào ngày 9 tháng 11, 1964 để đi vịnh Guantánamo, Cuba để huấn luyện ôn tập, quay trở về Norfolk vào đầu tháng 1, 1965, và chuẩn bị cho chuyến đi sang Địa Trung Hải tiếp theo. Con tàu lên đường vào ngày 13 tháng 2, đi đến Valencia, Tây Ban Nha vào ngày 5 tháng 3. Nó ghé qua Naples, Ý trên đường hướng đến kênh đào Suez, và đã hoạt động trong hai tháng tại khu vực Hồng Hải. Quay trở lại biển Địa Trung Hải vào ngày 2 tháng 6, nó lên đường quay trở về nhà vào ngày 30 tháng 6, về đến Norfolk vào ngày 12 tháng 7.
Cuối mùa Hè năm đó, John W. Weeks tham gia nhiệm vụ thu hồi tàu vũ trụ Gemini 5. Trong thời gian còn lại của năm đó, nó hoạt động từ Norfolk trong vùng biển Caribe và dọc theo bờ biển Đại Tây Dương. Nó tiếp thục thực hành huấn luyện tại vùng biển Caribe cho đến khi quay trở về Norfolk vào ngày 3 tháng 2, 1966. Sau khi phục vụ như tàu huấn luyện cho Trường Sonar Hạm đội tại Key West, Florida trong tháng 3 và tháng 4, nó rời Norfolk vào ngày 16 tháng 5 để đi sang vùng biển Châu Âu.
Hoạt động cùng Hải đội Khu trục 2, John W. Weeks trải qua ba tháng tiếp theo di chuyển dọc theo bờ biển phía Tây Châu Âu suốt từ Na Uy đến Pháp, tham gia các cuộc thực tập chống tàu ngầm cũng như cùng các tàu chiến Anh và Đức tham gia cuộc tập trận "Straight Laced", mô phỏng một cuộc tấn công lên bờ biển Na Uy. Trong dịp này, nó đã thực hành chống tàu ngầm và có được “tiêu diệt” được mục tiêu mô phỏng duy nhất trong cuộc tập trận vào ngày 19 tháng 8. Rời Derry, Bắc Ireland vào ngày 24 tháng 8, nó về đến Norfolk vào ngày 2 tháng 9, và trong thời gian còn lại của năm, nó phục vụ cùng Trường Sonar Hạm đội tại Key West đồng thời tham gia thực tập chống tàu ngầm dọc theo bờ biển Đại Tây Dương và vùng biển Caribe.
John W. Weeks tiếp tục nhiệm vụ này cho đến đầu tháng 7, 1967, khi nó rời Norfolk để được bố trí sang hoạt động tại khu vực Nam Đại Tây Dương và Ấn Độ Dương. Đi ngang qua San Juan, Puerto Rico và Recife, Brazil, nó tiếp tục viếng thăm các cảng bên bờ biển phía Đông và phía Tây của lục địa Châu Phi, trải dài từ vịnh Guinea cho đến Hồng Hải. Đến tháng 1, 1969, chiếc tàu khu trục lại khởi hành từ Norfolk cho một chuyến đi làm nhiệm vụ ngoài khơi bờ biển Việt Nam. Nó lần lượt hoạt động cùng bốn tàu sân bay tại Trạm Yankee cho đến khi quay trở về nhà vào tháng 9.
John W. Weeks được cho xuất biên chế vào ngày 12 tháng 8, 1970, và rút tên khỏi danh sách Đăng bạ Hải quân cùng ngày hôm đó. Nó kết thúc quãng đời hoạt động như một mục tiêu thực hành tác xạ, và bị đánh chìm trong Đại Tây Dương ngoài khơi Virginia vào ngày 19 tháng 11, 1970, ở tọa độ 37°10′54″B 073°45′36″T / 37,18167°B 73,76°T. Xác tàu nằm ở độ sâu 1.300 sải (7.800 ft; 2.400 m).

## Phần thưởng
John W. Weeks được tặng thưởng bốn Ngôi sao Chiến trận do thành tích phục vụ trong Thế Chiến II.